# Kotlina Jasińska

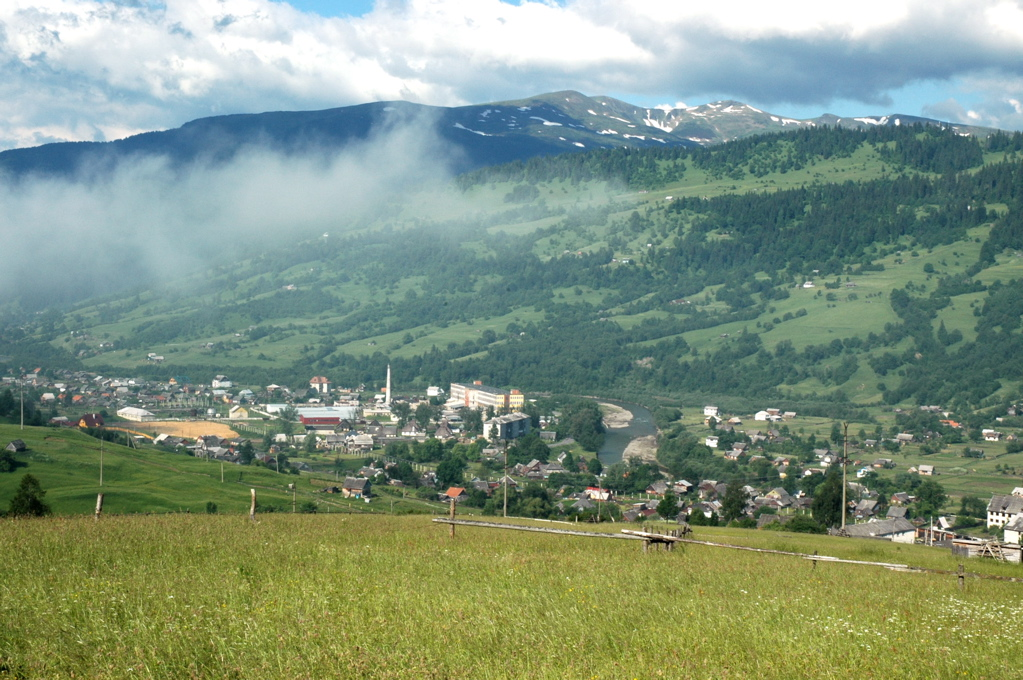
Widok na kotlinę

Kotlina Jasińska – kotlina, znajdująca się w Karpatach Wschodnich na Ukrainie pomiędzy masywami Gorganów, Świdowca i Czarnohory, w górnym biegu Czarnej Cisy.
Ma charakter niskiego pogórza, z płaskimi grzbietami o wysokości do 700–800 m n.p.m., wykorzystywanego rolniczo.
W centrum kotliny znajduje się miejscowość Jasinia, od której pochodzi nazwa.